# Juramento de nacionalidade
Juramento de nacionalidade ou juramento de cidadania é o juramento feito pelos imigrantes que oficializa a naturalização desses imigrantes em cidadãos nacionais. Na maioria dos países do mundo, o juramento de nacionalidade é obrigatório, e é a etapa final do processo de naturalização, após a aprovação no teste de nacionalidade. É um ato realizado em cerimónia pública diante de um juiz de direito ou de um funcionário judicial, na língua oficial do novo país, com a assinatura do juramento pelo candidato e posterior a entrega do certificado de naturalização oficial. O juramento de nacionalidade constitui a declaração de patriotismo e lealdade ao novo país, e reforça o sentimento de pertença ao cidadão naturalizado. Nos países que adotaram o sistema monárquico de governo, habitualmente também é necessário um juramento de fidelidade ao monarca reinante. A adição de um juramento a Deus no final do juramento de nacionalidade geralmente é opcional.

## Exemplos de Juramentos de Nacionalidade

### Brasil
Em Português:
"Declaro expressamente que assumo o compromisso de bem cumprir os deveres de cidadão brasileiro, observando e respeitando os preceitos da Constituição Federal."

### Bélgica
Versão em neerlandês:
"Ik verklaar Belgisch staatsburger te willen worden en de Grondwet, de wetten van het Belgische volk en het Verdrag tot bescherming van de rechten van de mens en de fundamentele vrijheden te zullen naleven."
Versão em francês:
“Je déclare vouloir acquérir la nationalité belge et me soumettre à la Constitution, aux lois du peuple belge et à la Convention de sauvegarde des droits de l’homme et des libertés fondamentales.” 
A Tradução para Português:
“Eu declaro o meu desejo de adquirir a nacionalidade belga e de me submeter à Constituição, às leis da Bélgica e à Convenção para a Proteção dos Direitos Humanos e das Liberdades Fundamentais."

### Canadá
O Juramento de Nacionalidade (em inglês: oath of citizenship; em francês: serment de citoyenneté), é uma declaração recitada e assinada pelos candidatos que se desejam tornar cidadãos nacionais do Canadá. Administrado em uma cerimónia presidida por funcionários oficiais designados, geralmente o Juiz de Nacionalidade. O juramento é uma promessa ou declaração de fidelidade ao Canadá em nome do monarca canadiano e uma promessa de cumprir as leis e os costumes do Canadá; ao assinar o juramento, a nacionalidade é concedida ao signatário. Os novos cidadãos devem prestar o juramento. Como o Canadá é oficialmente bilíngue em inglês e francês, o presidente conduz os novos cidadãos em ambos os idiomas nas cerimónias de nacionalidade. É obrigatório que o presidente e/ou os funcionários oficiais de nacionalidade observem cada candidato recitando o juramento.

Versão em inglês:
"I swear (or affirm) that I will be faithful and bear true allegiance to His Majesty King Charles the Third, King of Canada, His Heirs and Successors, and that I will faithfully observe the laws of Canada, including the Constitution, which recognizes and affirms the Aboriginal and treaty rights of First Nations, Inuit and Métis peoples, and fulfil my duties as a Canadian citizen."

Versão em francês: 
"Je jure (ou j'affirme solennellement) que je serai fidèle et porterai sincère allégeance à Sa Majesté le Roi Charles Trois, Roi du Canada, à ses héritiers et successeurs, que j'observerai fidèlement les lois du Canada, y compris la Constitution, qui reconnaît et confirme les droits ancestraux ou issus de traités des Premières Nations, des Inuits et des Métis, et que je remplirai loyalement mes obligations de citoyen canadien."
A Tradução para Português:
“Eu declaro o meu desejo de adquirir a nacionalidade belga e de me submeter à Constituição, às leis da Bélgica e à Convenção para a Proteção dos Direitos Humanos e das Liberdades Fundamentais."

### Colômbia
O Juramento de Fidelidade Colombiano (Ata de Juramento), não possui um texto oficial. O juramento geralmente é feito perante o chefe do município, se o requerente nasceu num país da América Central ou do Sul, ou diante do governador da província, se o requerente nasceu noutro lugar, e é administrado na forma de uma pergunta. Em casos especiais o juramento também poderá ser prestado ao Ministro das Relações Exteriores (Chanceler), ou ao Presidente da República. Um exemplo de um juramento que deve ser dado é:

Versão em espanhol (castelhano): 
"Señor/Señora [inserte nombre aquí], ¿Jura usted que es de su libre voluntad ser colombiano(a) y como tal de cumplir, sostener y defender la Constitución y las leyes de la República de Colombia."
Se o requerente responder afirmativamente, o prestador do juramento termina o juramento dizendo:
"Si así lo hiciera, Dios y la patria os la premien, y si no, Él y Ella os lo(a) demanden."
A Tradução para Português:
"Sr./Senhora [insira o nome aqui], Você jura que é de sua livre vontade ser colombiano e, como tal, cumprir, defender e defender a Constituição e as leis da República da Colômbia."
Se o requerente responder afirmativamente, o prestador do juramento termina o juramento dizendo:
"Se você fizer isso, Deus e o país irão recompensá-lo, e se não, Ele e Ela exigirão isso de si."

### Alemanha
De acordo com o §16 da Lei Nacional, o Juramento de Nacionalidade é o seguinte.

Versão em alemão:
"Ich erkläre feierlich, dass ich das Grundgesetz und die Gesetze der Bundesrepublik Deutschland achten und alles unterlassen werde, was ihr schaden könnte."
A Tradução para Português:
"Eu declaro solenemente que respeitarei e observarei a Lei Básica e as leis da República Federal da Alemanha, e que me absterei de qualquer atividade que possa causar-lhe dano." 

### Hungria
Oficialmente chamado de "Juramento de Fidelidade".

Versão em húngaro:
"Én, [name] esküszöm, hogy Magyarországot hazámnak tekintem. Magyarországnak hű állampolgára leszek, az Alaptörvényt és a jogszabályokat tiszteletben tartom és megtartom. Hazámat erőmhöz mérten megvédem, képességeimnek megfelelően szolgálom. Isten engem úgy segéljen."
A Tradução para Português:
"Eu, [nome], juro solenemente que considerarei a Hungria minha pátria. Serei um cidadão leal da República da Hungria e honrarei e observarei a sua Constituição e as suas leis. Defenderei a minha pátria em função de minha força e a servirei com o melhor das minhas capacidades. Que assim Deus me ajude!"
Em vez deste "Juramento de Fidelidade", os candidatos, principalmente os que sejam ateus ou que professem outra religião diferente da religião cristã, podem optar pelo "Compromisso de Fidelidade" que é igual, com exceção da parte "Que assim Deus me ajude!" ("Isten engem úgy segéljen.") e é de igual valor.

### Índia
Oficialmente chamado de "Juramento de Fidelidade".
Versão em inglês:
"I, [name] do solemnly affirm (or, swear) that I will bear true faith and allegiance to the Constitution of India as by law established, and that I will faithfully observe the laws of India and fulfil my duties as a citizen of India."
Versão em hindi:
मैं.....[नाम].....शपथ लेता/लेती हूँ कि मैं भारत एवं संविधान के प्रति श्रद्धावान एवं सच्ची निष्ठा रखूँगा/रखूँगी, जो विधि द्वारा स्थापित है तथा भारत की सार्वभौमिकता तथा सत्यनिष्ठा बनाए रखूँगा/रखूँगी तथा अपने राष्ट्र के प्रति कर्तव्य  को निष्ठापूर्वक एवं ईमानदारी से तथा बिना भेदभाव के रखूँगा/रखूँगी।
A Tradução para Português:
Tradução a partir da versão em inglês:
"Eu, [nome], afirmo solenemente (ou, juro) que terei verdadeira fé e lealdade à Constituição da Índia, conforme estabelecido pela lei, e que observarei fielmente as leis da Índia e cumprirei os meus deveres como cidadão da Índia."
Tradução a partir da versão em hindi:

"Eu…[nome]…juro que prestarei lealdade verdadeira e fiel à Índia e à Constituição conforme estabelecido por lei e manterei a soberania e integridade da Índia e cumprirei meu dever para com minha nação com sinceridade e honestidade e sem discriminação."

### Indonésia
Versão em indonésio:
"Saya bersumpah (atau berjanji) bahwa saya melepaskan seluruhnya, segala kesetiaan kepada kekuasaan asing, bahwa saya mengaku dan menerima kekuasaan yang tertinggi dari Republik Indonesia dan akan menepati kesetiaan kepadanya, bahwa saya akan menjunjung tinggi Undang-undang Dasar dan hukum-hukum Republik Indonesia dan akan membelanya dengan sungguh-sungguh, bahwa saya memikul kewajiban ini dengan rela hati dan tidak akan mengurangi sedikitpun."

A Tradução para Português: 
"Juro (ou prometo) que renuncio completamente a toda lealdade a potências estrangeiras, que reconheço e aceito a autoridade suprema da República da Indonésia e manterei lealdade a ela, que defenderei a Constituição e as leis da República da Indonésia e irei defendê-lo solenemente, que assumo esta obrigação de boa vontade e não a reduzirei nem um pouco."

### Irlanda
A Declaração de Fidelidade à Nação e Lealdade ao Estado é o ato final do processo de naturalização. A declaração é a seguinte.
Versão em inglês:

“I (name) having applied to the Minister for Justice and Equality for a certificate of naturalisation, hereby solemnly declare my fidelity to the Irish nation and my loyalty to the State. I undertake to faithfully observe the laws of the State and to respect its democratic values.”
A Tradução para Português:
“Eu (nome), tendo solicitado ao Ministro da Justiça e Igualdade um certificado de naturalização, declaro solenemente a minha fidelidade à nação irlandesa e a minha lealdade ao Estado. Comprometo-me a observar fielmente as leis do Estado e a respeitar os seus valores democráticos.”

### Israel
Os não-judeus que desejam se tornar cidadãos por meio de naturalização devem fazer uma leitura juramentada:

A Tradução para Português:
"Declaro que serei um cidadão leal do Estado de Israel."

### Itália
Em Itália, o artigo 54.º da Constituição estabelece que cada cidadão tem o dever de ser leal à República e de defender a sua Constituição e as suas leis, enquanto a Disposição XVIII exige que cada cidadão observe fielmente a Constituição como lei fundamental da República. Os novos cidadãos prestam juramento nesse sentido no final do seu processo de naturalização:
Versão em italiano:
"Giuro di essere fedele alla Repubblica e di osservare la Costituzione e le leggi dello Stato."
A Tradução para Português:
"Juro ser fiel à República e observar a Constituição e as leis do Estado."

### Jamaica
Versão em inglês:
"I, [name], do swear that I will be faithful and bear true allegiance to His Majesty [specify the name of the reigning Sovereign, e.g. King Charles the Third], His Heirs and Successors, according to law and that I will faithfully observe the laws of Jamaica and fulfill my duties as a citizen of Jamaica."
A Tradução para Português:
"Eu, [nome], juro que serei fiel e prestarei verdadeira lealdade a Sua Majestade [especificar o nome do Soberano reinante, por exemplo: o Rei Carlos III], Seus Herdeiros e Sucessores, de acordo com a lei e que observarei fielmente as leis da Jamaica e cumprirei os meus deveres como um cidadão da Jamaica."

### Países Baixos
Os imigrantes que solicitaram a cidadania neerlandesa por naturalização ou por opção devem fazer uma Declaração de Solidariedade ("Verklaring van verbondenheid") antes de se tornarem cidadãos.
Versões em neerlandês:

"Ik zweer dat ik de grondwettelijke orde van het Koninkrijk der Nederlanden, haar vrijheden en rechten respecteer. En zweer de plichten die het staatsburgerschap met zich meebrengt getrouw te vervullen." Gevolgd door: "Zo waarlijk helpe mij God almachtig."
Para quem não é religioso ou que assim o deseje, a seguinte declaração também é uma opção válida:
"Ik verklaar dat ik de grondwettelijke orde van het Koninkrijk der Nederlanden, haar vrijheden en rechten respecteer. En beloof de plichten die het staatsburgerschap met zich meebrengt getrouw te vervullen." Gevolgd door: "Dat verklaar en beloof ik."
A Tradução para Português:

“Juro que respeito a ordem constitucional do Reino dos Países Baixos, as suas liberdades e direitos. E juro cumprir fielmente os deveres que a nacionalidade implica.” Seguido por: “Então me ajude, Deus Todo-Poderoso."
Para quem não é religioso ou que assim o deseje, a seguinte declaração também é uma opção válida:

"Declaro que respeito a ordem constitucional do Reino dos Países Baixos, as suas liberdades e direitos. E prometo cumprir fielmente os deveres que a nacionalidade implica." Seguido de: "Declaro e prometo."

### Nova Zelândia
De acordo com a lei da Nova Zelândia, os novos cidadãos têm a opção de prestar juramento em inglês ou em maori ao prestarem juramento numa Cerimónia de Nacionalidade.

Versões em inglês:
Juramento de Fidelidade:
"I, [full name], swear that I will be faithful and bear true allegiance to His (or Her) Majesty [specify the name of the reigning Sovereign, as thus: King Charles the Third, King of New Zealand] His (or Her) heirs and successors according to law, and that I will faithfully observe the laws of New Zealand and fulfil my duties as a New Zealand citizen. So help me God."
Aqueles que se opõem à adição de “Deus” ao final de um juramento podem, em vez disso, adotar a Afirmação de Fidelidade:
"I [name] solemnly and sincerely affirm that I will be faithful and bear true allegiance to His (or Her) Majesty [specify the name of the reigning Sovereign, as thus: King Charles the Third, King of New Zealand] His (or Her) heirs and successors according to the law and that I will faithfully observe the laws of New Zealand and fulfil my duties as a New Zealand citizen."

Versões em maori:
Juramento de Fidelidade:
"Tenei au, a [name], te oati nei ka pirihongo au, ka noho au hei haumi tuturu ki te Mana Roera, ki a Kuini Irihapeti te Tuarua, te Kuini o Aotearoa, ana kawa me ana piki turanga i raro i te ture, a, ka u marika au ki nga ture o Aotearoa, ka whakatutuki ano hoki i nga kawenga kei runga i a au hei kirirarau o Aotearoa, i runga i nga manaakitanga a te atua."
Aqueles que se opõem à adição de “Deus” ao final de um juramento podem, em vez disso, adotar a Afirmação de Fidelidade:
"Tenei au, a [name], te whakau nei i runga i te ngakau pono, i te ngakau pai, ka pirihongo au, ka noho au hei haumi tuturu ki a Kuini Irihapeti te Tuarua, te Kuini o Aotearoa, ana kawa me ana piki turanga i raro i te ture, a, ka u marika au ki nga ture o Aotearoa, ka whakatutuki ano hoki i nga kawenga kei runga i a au hei kirirarau o Aotearoa."
A Tradução para Português:
Juramento de Fidelidade:
"Eu, [nome completo], juro que serei fiel e terei verdadeira lealdade a Sua Majestade [especificar o nome do Soberano reinante, por exemplo: Rei Carlos III, Rei da Nova Zelândia] Seus herdeiros e sucessores de acordo com a lei, e que observarei fielmente as leis da Nova Zelândia e cumprirei os meus deveres como cidadão neozelandês. Que Deus me ajude."
Aqueles que se opõem à adição de “Deus” ao final de um juramento podem, em vez disso, adotar a Afirmação de Fidelidade:

"Eu [nome] afirmo solenemente e sinceramente que serei fiel e terei verdadeira lealdade a Sua Majestade [especificar o nome do Soberano reinante, por exemplo: Rei Carlos III, Rei da Nova Zelândia] Seus herdeiros e sucessores de acordo com a lei e que observarei fielmente as leis da Nova Zelândia e cumprirei os meus deveres como cidadão neozelandês."

### Filipinas
Versão em inglês:
"I, (name), solemnly swear (or affirm) that I will support and defend the Constitution of the Republic of the Philippines and obey the laws and legal orders promulgated by the duly constituted authorities of the Philippines and I hereby declare that I recognize and accept the supreme authority of the Philippines and will maintain true faith and allegiance thereto; and that I imposed this obligation upon myself voluntarily without mental reservation or purpose of evasion. So help me God."
A Tradução para Português:
"Eu, (nome), juro (ou afirmo) solenemente que apoiarei e defenderei a Constituição da República das Filipinas e obedecerei às leis e ordens legais promulgadas pelas autoridades devidamente constituídas das Filipinas e declaro que reconheço e aceitarei a autoridade suprema das Filipinas e manterei a verdadeira fé e lealdade a ela; e que impus esta obrigação a mim mesmo voluntariamente, sem reservas mentais ou propósito de evasão. Que Deus me ajude."

### Rússia
Versão em russo:
Я, Ф. И. О., добровольно и осознанно принимая гражданство РФ, клянусь соблюдать Конституцию и законодательство РФ, права и свободы ее граждан, исполнять обязанности гражданина РФ на благо государства и общества, защищать свободу и независимость РФ, быть верным России, уважать ее культуру, историю и традиции.
A Tradução para Português:
"Eu, (sobrenome, nome, nome do meio), juro que, ao adquirir a nacionalidade da Federação Russa, observarei a Constituição e as leis da Federação Russa e os direitos e liberdades dos seus cidadãos; que cumprirei os meus deveres como cidadão da Federação Russa para o bem-estar do Estado e da sociedade; que protegerei a liberdade e a independência da Federação Russa; e que serei leal à Rússia e respeitarei a sua cultura, história e tradições."

### Singapura
Versão em inglês:
"I, [name], do solemnly swear (or affirm) that I will not exercise the rights, powers and privileges to which I may be entitled by reason of any foreign nationality or citizenship, and that I absolutely and entirely renounce all loyalty to any foreign Sovereign or State or Country and, I, [name], do further solemnly swear (or affirm) that I will be faithful and bear true allegiance to the Republic of Singapore, and that I will observe the laws and be a true, loyal and faithful citizen of Singapore."
A Tradução para Português:
"Eu, [nome], juro solenemente (ou afirmo) que não exercerei os direitos, poderes e privilégios a que possa ter direito em razão de qualquer nacionalidade ou cidadania estrangeira, e que renuncio absoluta e inteiramente a toda lealdade a qualquer Soberano, Estado ou País estrangeiro e, eu, [nome], juro solenemente (ou afirmo) que serei fiel e terei verdadeira lealdade à República de Singapura, e que observarei as leis e serei um verdadeiro, cidadão leal e fiel de Singapura."

### África do Sul
Versão em inglês:
"I, [name], do hereby solemnly declare that I will be loyal to the Republic of South Africa, promote all that will advance it and oppose all that may harm it, uphold and respect its Constitution and commit myself to the furtherance of the ideals and principles contained therein."
A Tradução para Português:
"Eu, [nome], declaro solenemente que serei leal à República da África do Sul, promoverei tudo o que a promova e me oporei a tudo o que possa prejudicá-la, defenderei e respeitarei a sua Constituição e comprometo-me com a promoção dos ideais e princípios nela contidos."

### Suíça
O juramento é diferente em cada cantão. A fórmula abaixo é a tradução para língua portuguesa da fórmula usada no cantão de Genebra.
A Tradução para Português:
"Juro ou prometo solenemente: ser leal à República e ao cantão de Genebra assim como à Confederação Suíça; observar escrupulosamente a constituição e as leis; respeitar as tradições, justificar a minha adesão à comunidade de Genebra pelas minhas ações e comportamento; e contribuir com todas as minhas forças para mantê-la livre e próspera."

### Reino Unido
Versão em inglês:
"I, [name], [swear by Almighty God] [do solemnly, sincerely and truly affirm and declare] that, on becoming a British citizen, I will be faithful and bear true allegiance to His Majesty Charles III, his heirs, and successors, according to law."
A Tradução para Português:
"Eu, [nome], [juro por Deus Todo-Poderoso] [afirmo e declaro solenemente, sinceramente e verdadeiramente] que, ao me tornar um cidadão britânico, serei fiel e prestarei verdadeira lealdade a Sua Majestade Carlos III, seus herdeiros e sucessores, nos termos da lei."
Desde 1 de janeiro de 2004, os requerentes de nacionalidade britânica também são obrigados a fazer um Compromisso ("Pledge") (ver Compromissos de Nacionalidade abaixo).

### Estados Unidos
O Juramento de Fidelidade dos Estados Unidos (oficialmente referido como "Juramento de Fidelidade", 8 C.F.R. Parte 337 (2008)) é um juramento que deve ser feito por todos os imigrantes que se desejam tornar cidadãos dos Estados Unidos.
Versão em inglês:

"I hereby declare, on oath, that I absolutely and entirely renounce and abjure all allegiance and fidelity to any foreign prince, potentate, state, or sovereignty of whom or which I have heretofore been a subject or citizen; that I will support and defend the Constitution and laws of the United States of America against all enemies, foreign and domestic; that I will bear true faith and allegiance to the same; that I will bear arms on behalf of the United States when required by the law; that I will perform noncombatant service in the Armed Forces of the United States when required by the law; that I will perform work of national importance under civilian direction when required by the law; and that I take this obligation freely without any mental reservation or purpose of evasion; so help me God."
A Tradução para Português:
"Declaro, sob juramento, que renuncio absoluta e inteiramente e abjuro toda lealdade e fidelidade a qualquer príncipe, potentado, estado ou soberania estrangeiros de quem ou dos quais tenha sido até agora súdito ou cidadão; que apoiarei e defenderei a Constituição e as leis dos Estados Unidos da América contra todos os inimigos, estrangeiros e nacionais; que terei verdadeira fé e lealdade aos mesmos; que portarei armas em nome dos Estados Unidos quando exigido pela lei; que irei prestar serviço não-combatente nas Forças Armadas dos Estados Unidos quando exigido pela lei; que realizarei trabalho de importância nacional sob direção civil quando exigido pela lei; e que assumirei esta obrigação livremente, sem qualquer reserva mental ou propósito de evasão; assim Deus me ajude."
Para as pessoas que se opõem a fazer juramento (ou não são religiosas), as palavras "sob juramento" podem ser substituídas por "e afirmo solenemente", e as palavras "assim Deus me ajude" podem ser omitidas.

## Exemplos de Compromissos de Nacionalidade
Em alguns países, é declarado um compromisso pelo novo cidadão naturalizado, em vez de um juramento. Juramentos e compromissos diferem entre si, sendo os primeiros “as coisas pelas quais se jura” e os segundos “as promessas às quais se compromete ao jurar pelas coisas”.

### Austrália
Oficialmente chamado de "Compromisso de Cometimento" ("Pledge of Commitment").

Versão em inglês:

"From this time forward, [under God],
I pledge my loyalty to Australia and its people,
whose democratic beliefs I share,
whose rights and liberties I respect,
and whose laws I will uphold and obey."
A Tradução para Português:
"Deste momento em diante, [sob Deus],
Juro a minha lealdade à Austrália e ao seu povo,
cujas crenças democráticas compartilho,
cujos direitos e liberdades eu respeito,

e cujas leis defenderei e obedecerei."

### Noruega
Versão em norueguês:

"Som norsk statsborger lover jeg troskap til mitt land Norge og det norske samfunnet, og jeg støtter demokratiet og menneskerettighetene og vil respektere landets lover."
A Tradução para Português:
"Como cidadão norueguês, prometo lealdade ao meu país, a Noruega, e à sociedade norueguesa, e apoio a democracia e os direitos humanos e respeitarei as leis do país."
Os requerentes de nacionalidade norueguesa não são obrigados a prestar este juramento; é opcional, mas a maioria opta por participar voluntariamente.

### Roménia
Versão em romeno:

"Jur să fiu devotat patriei și poporului român, să apăr drepturile și interesele naționale, să respect Constituția și legile României."
A Tradução para Português:
“Juro ser dedicado ao país e ao povo romeno, defender os direitos e interesses nacionais, respeitar a Constituição e as leis da Roménia.”

### Reino Unido
Desde 1 de Janeiro de 2004, os requerentes da nacionalidade britânica também são obrigados, para além de prestar juramento ou afirmação de fidelidade, a fazer um compromisso com o Reino Unido da seguinte forma:
Versão em inglês:

"I will give my loyalty to the United Kingdom and respect its rights and freedoms. I will uphold its democratic values. I will observe its laws faithfully and fulfil my duties and obligations as a British citizen."
A Tradução para Português:
“Eu vou dar a minha lealdade ao Reino Unido e respeitarei os seus direitos e liberdades. Eu defenderei os seus valores democráticos. Eu observarei fielmente as suas leis e cumprirei os meus deveres e obrigações como cidadão britânico."
As pessoas que adquirem a cidadania dos territórios britânicos de além-mar fazem um compromisso equivalente para o Território Britânico de Além-Mar em causa. Nos casos muito incomuns de aquisição de nacionalidade britânica enquanto se está estrangeiro, ou de estatuto de súdito britânico enquanto se está estrangeiro, nenhum compromisso é exigido.